# France urbaine
 (décembre 2015).
Si vous disposez d'ouvrages ou d'articles de référence ou si vous connaissez des sites web de qualité traitant du thème abordé ici, merci de compléter l'article en donnant les références utiles à sa vérifiabilité et en les liant à la section « Notes et références ».
France urbaine est une organisation représentant, de manière pluraliste, l'ensemble des grandes villes de France et leurs métropoles, communautés urbaines ou communautés d'agglomération.

## Historique
France urbaine a été créée le 6 novembre 2015 à Lyon en présence du Premier ministre, Manuel Valls, par la fusion de l'Association des maires de grandes villes de France (AMGVF) et de l'Association des communautés urbaines de France (ACUF). Elle a commencé ses activités le 1er janvier 2016. 
Les journées nationales de France urbaine sont l’occasion d’échanges entre élus locaux et des ministres.
L'association réunit et représente en 2023 les 22 métropoles et les grandes villes du pays.

## Dirigeants

### Présidents
| Période                             | Nom              | Parti | Parti | Mandats                                              |
| 6 novembre 2015 - 24 septembre 2020 | Jean-Luc Moudenc |       | LR    | Maire de Toulouse et président de Toulouse Métropole |
| Depuis le 24 septembre 2020         | Johanna Rolland  |       | PS    | Maire de Nantes et présidente de Nantes Métropole    |

### Bureau

#### Mandat 2015-2020
| Poste              | Nom                      | Parti | Parti        | Mandats                                                               |
| ------------------ | ------------------------ | ----- | ------------ | --------------------------------------------------------------------- |
| Président          | Jean-Luc Moudenc         |       | LR           | Maire de Toulouse et président de Toulouse Métropole                  |
| Président délégué  | Gérard Collomb           |       | PS puis LREM | Maire de Lyon et président de Métropole de Lyon (2015-2017)           |
| 1er vice-président | Jean-Louis Fousseret     |       | PS puis LREM | Maire de Besançon et président de Grand Besançon Métropole            |
| 2e vice-président  | Christian Estrosi        |       | LR           | Maire de Nice et président de la Métropole Nice Côte d'Azur           |
| Secrétaire général | André Rossinot           |       | UDI puis MR  | Président de la Métropole du Grand Nancy                              |
| Trésorier          | François Cuillandre      |       | PS           | Maire de Brest et président de Brest Métropole                        |
| Vice-président     | Johanna Rolland          |       | PS           | Maire de Nantes et présidente de Nantes Métropole                     |
| Vice-président     | Pascal Lachambre         |       | PS           | Président de la communauté urbaine d'Arras                            |
| Vice-président     | Olivier Bianchi          |       | PS           | Maire de Clermont-Ferrand et président de Clermont Auvergne Métropole |
| Vice-président     | Catherine Vautrin        |       | LR           | Présidente du Grand Reims                                             |
| Vice-président     | Nathalie Appéré          |       | PS           | Maire de Rennes                                                       |
| Vice-président     | Michèle Lutz             |       | LR           | Maire de Mulhouse                                                     |
| Vice-président     | Pierre-Christophe Baguet |       | LR           | Maire de Boulogne-Billancourt et président de Grand Paris Seine Ouest |
| Vice-président     | Anne Hidalgo             |       | PS           | Maire de Paris                                                        |

#### Mandat 2020-2026
| Poste               | Nom                                      | Parti | Parti | Mandats                                                      |
| ------------------- | ---------------------------------------- | ----- | ----- | ------------------------------------------------------------ |
| Présidente          | Johanna Rolland                          |       | PS    | Maire de Nantes et présidente de Nantes Métropole            |
| 1er vice-président  | Jean-Luc Moudenc                         |       | LR    | Maire de Toulouse et président de Toulouse Métropole         |
| 2e vice-président   | Éric Piolle                              |       | EÉLV  | Maire de Grenoble                                            |
| Secrétaire générale | Nathalie Appéré                          |       | PS    | Maire de Rennes et présidente de Rennes Métropole            |
| Trésorier           | Joël Bruneau                             |       | LR    | Maire de Caen et président de Caen la Mer                    |
| Vice-président      | Benoît Arrivé                            |       | PS    | Maire de Cherbourg-en-Cotentin                               |
| Vice-président      | Christophe Béchu puis Jean-Marc Verchère |       | DVD   | Maire d'Angers et président d'Angers Loire Métropole         |
| Vice-président      | Michel Bisson                            |       | PS    | Président de Grand Paris Sud                                 |
| Vice-président      | François de Mazières                     |       | DVD   | Maire de Versailles                                          |
| Vice-président      | Christian Estrosi                        |       | LFA   | Maire de Nice et président de la Métropole Nice Côte d'Azur  |
| Vice-président      | Anne Hidalgo                             |       | PS    | Maire de Paris                                               |
| Vice-président      | Jean-Paul Jeandon                        |       | PS    | Président de la communauté d'agglomération de Cergy-Pontoise |
| Vice-président      | Mathieu Klein                            |       | PS    | Maire de Nancy et président de la métropole du Grand Nancy   |
| Vice-président      | Frédéric Leturque                        |       | LC    | Maire d'Arras et président de la communauté urbaine d'Arras  |
| Vice-président      | Georges Mothron                          |       | LR    | Maire d'Argenteuil                                           |
| Vice-président      | Patrick Ollier                           |       | LR    | Président de la métropole du Grand Paris                     |
| Vice-président      | Arnaud Robinet                           |       | LR    | Maire de Reims                                               |
| Vice-président      | Anne Vignot                              |       | EÉLV  | Maire de Besançon et présidente de Grand Besançon Métropole  |

### Conseil d'administration
Le conseil d'administration de France urbaine s'occupe de définir les grandes orientations de l'association, et notamment de la formation de commissions. Il est composé de 38 membres :
- 6 membres de droit : le président, président délégué, le 1er vice-président, le 2e vice-président, le secrétaire général, le trésorier.
- 32 administrateurs représentant les collèges, en fonction du poids démographique de chacun des collèges, selon la répartition suivante :
  - le collège des métropoles et communautés urbaines : 10 administrateurs ;
  - le collège des communautés d'agglomération : 6 administrateurs ;
  - le collège des grandes villes : 10 administrateurs ;
  - le collège des « grandes collectivités » d'Ile-de-France : 6 administrateurs.